# Атнянка
Атня́нка (ранее: Отнянка) — деревня в составе Вендорожского сельсовета Могилёвского района Могилёвской области Республики Беларусь.

## Географическое положение
Ближайшие населённые пункты: Вендорож, Белявщина, Журавец 2.

## История
Упоминается в 1654 году как деревня в составе имения Княжицы в Оршанском повете ВКЛ при ее передаче лидским хорунжим Яном Курчем с супругой Барбарой (из Друцких-Соколинских) (унаследовавшей Княжицы от первого мужа, князя Юрия Головчинского) в заклад Герониму Бучацкому-Творовскому.